# Josephine Henning
Josephine Henning (Trier, 1989. szeptember 8. –) olimpiai- és Európa-bajnok visszavonult német női válogatott labdarúgó.

## Pályafutása

### Klubcsapatban
2005-ben a Saarbrücken csapatában kezdte pályafutását, majd 2009-ben 1. FFC Turbine Potsdam játékosa lett. A potsdamiakkal bajnokságot és Bajnokok ligáját is nyert.
2011-ben a VfL Wolfsburg együtteséhez távozott, ahol két bajnoki címmel, egy német kupával és két Bajnokok Ligája győzelemmel gazdagodott.
2014 júniusában a francia Paris Saint-Germain együttesébe igazolt, majd két év után az angol Arsenalhoz.
2017-ben egy rövidebb lyoni kitérő után tért vissza az Arsenal együttesébe.

### A válogatottban
Részt vett a 2008-as U19-es női labdarúgó-Európa-bajnokságon és a 2013-as női labdarúgó-Európa-bajnokságon, utóbbit megnyerték.
A 2015-ös női labdarúgó-világbajnokságon a bronzmérkőzésen vereséget szenvedtek az angolok ellen.
A 2016-os olimpián két mérkőzésen lépett pályára és aranyérmesként távozott a válogatottal.
A 2017-es női labdarúgó-Európa-bajnokságon is részt vett, ahol csoportgyőztesként jutottak tovább, azonban a negyeddöntőben a későbbi döntős dán válogatott ellen 2–1-re kikaptak.

## Válogatott góljai
2017. július 21-i állapotnak megfelelően.
| #  | Időpont            | Helyszín              | Ellenfél    | Gólok | Eredmény | Kiírás                                 |
| -- | ------------------ | --------------------- | ----------- | ----- | -------- | -------------------------------------- |
| 1. | 2016. november 29. | Chemnitz, Németország | Norvégia    | 1–1   | 1–1      | Barátságos mérkőzés                    |
| 2. | 2017. július 21.   | Breda, Hollandia      | Olaszország | 1–0   | 2–1      | 2017-es női labdarúgó-Európa-bajnokság |

## Sikerei, díjai

### Klub
- 1. FFC Turbine Potsdam
  - Bundesliga: 2009–10, 2010–11[13]
  - UEFA Női Bajnokok Ligája: 2009–10[1]
- VfL Wolfsburg
  - Bundesliga: 2012–13, 2013–14[14]
  - Német kupa: 2012–13[15]
  - UEFA Női Bajnokok Ligája: 2012–13, 2013–14[14]
- Arsenal
  - Angol kupa: 2015–16[16]
- Olympique Lyonnais
  - D1 Féminine: 2016–17[14]
  - Francia kupa:2016–17[14]
  - UEFA Női Bajnokok Ligája: 2016–17[14]

### Válogatott
- Németország
  - Női labdarúgó-Európa-bajnokság: 2013[17]
  - Algarve-kupa: 2012, 2014[18]
  - Olimpiai aranyérmes: 2016[19]